# Something Like Summer
Something Like Summer è un film del 2017 diretto da David Berry e tratto dal romanzo Come se fosse estate di Jay Bell.

## Accoglienza
Eye for Film ha recensito il film, scrivendo che "Nel complesso, Something Like Summer è molto buono in quello che fa, ma quello che fa non va mai al di là del superficiale." Film Inquiry ha anche scritto una recensione, affermando: "A conti fatti, c'è molto di più da amare in Something Like Summer che antipatia, ma non lo rende facile: per la maggior parte si sente sincero, porta il suo cuore sulla manica e prende in considerazione del materiale tematico profondo, ma il suo problema con gli sviluppi della trama e dei personaggi lo trascina notevolmente verso il basso."

## Riconoscimenti
- 2017 - FilmOut San Diego[4]
  - Best First Narrative Feature
  - Miglior attore non protagonista a Ben Baur
  - Miglior Colonna sonora
- 2017 - Rhode Island International Film Festival[4]
  - First Prize
  - First Prize - Narrative